# Sienit
Sienit je grobozrnata intruzivna srednja magmatska kamnina (globočnina) z enako splošno sestavo kot granit, samo da ne vsebuje kremena ali pa je vsebnost kremena  manjša od 5%.
Med glinenci v sienitu prevladujejo alkalni glinenci, običajno ortoklaz.  V sienitu so lahko prisotni tudi plagioklazni glinenci, vendar jih je malo, po navadi manj  kot 10%. Če so v sienitu prisotni feromagnezijevi minerali, so to amfiboli iz skupine rogovač, redko tudi piroksen ali biotit. Biotit je redek zato, ker se v sienitski magmi večina aluminija porabi za tvorbo glinencev. Sieniti so po navadi peralkalni in peraluminozni z visokimi deleži alkalnih elementov in aluminija.
Sieniti so nastali zaradi alkalne magmatske aktivnosti, večinoma v področjih debele kontinentalne skorje in v andskih subdukcijskih conah. Za nastanek sienita se mora granitski ali magmatski protolit staliti do precej nizke stopnje parcialnega taljenja, ker je kalij nezdružljiv element in stremi k temu, da vstopi v talino kot prvi, medtem ko se pri višjih stopnjah parcialnega taljenja sprošča več kalcija in natrija, ki tvorita plagioklaz, posledično pa granit, adamelit ali tonalit.
Pri zelo nizkih stopnjah parcialnega taljenja nastaja s kremenom podnasičena talina, ki tvori nefelinski sienit, v katerem je ortoklaz zamenjan s foidi, na primer z levcitom, nefelinom ali analcimom. 

## Izvor imena
Kamnina je dobila ime po nahajališču Syene v Egiptu.

## Nahajališča
Sienit ni pogosta kamnina, ki se najpogosteje najde na robovih granitoidskih, gabrovskih in dioritskih intruzij. Njena pomembnejša nahajališča so v Švici, Nemčiji, Ukrajini (Volinska oblast), Rusiji (Ural), Češki, Norveški, Švedski, Kavkazu, Srednji Azijiin ZDA (Nova Anglija, Montana, Arkansas in New York (sienitski gnajsi)).